# حمد الدبيخي
حمد بن عبد الله الدبيخي (مواليد الدمام شرق السعودية عام 1972م-)، لاعب كرة قدم سعودي سابق ومحلل رياضي. لعب لنادي الإتفاق عام 1408هـ في مركز الوسط وتميَّز بمهاراته العالية، واستمر مع النادي حتى عام 1422هـ.
وبين الـ15 عام تلك التي ارتدى فيها قميص الإتفاق، فقد حقق عدد من البطولات مع ناديه وساهم أيضاً في الفوز بها.

## مسيرته الكروية
تدرج الدبيخي في الفئات السنية بنادي الاتفاق، واكتشف موهبته المدرب الخبير خليل الزياني الذي قام بضمه للفريق الأول عام 1408هـ وهو لم يتجاوز بعد 18 عاماً.
وبرغم أن الفريق يحمل بين صفوفه عدد كبير من النجوم الكبار يتقدمهم صالح خليفه وعمر باخشوين إلا أن النجم الواعد الدبيخي وجد له مكاناً في تشكيلة المدرب الزياني ومن بعده البرازيلي فورميقا حتى أضحى ركيزةً أساسية لا يمكن أن يتخلى عنها الاتفاق.
وساهم الدبيخي في تحقيق عدد من البطولات أبرزها كأس العرب عام 1988م في الإمارات حينما سجل هدفاً في المباراة النهائية، كما سجل هدفاً في نهائي كأس الاتحاد السعودي عام 1990م أمام نادي الأهلي في مباراة فاز بها الاتفاق بهدفين سجل الآخر سعدون حمود.
وساهم الدبيخي في تحقيق كأس الخليج للأندية بالإمارات عام 1988م، كما شارك مع منتخب الشباب في كأس العالم 1989م التي أُقيمت بالرياض وسجل هدفاً في البطولة أمام منتخب البرتغال.
ولم يتمكن الدبيخي من تمثيل المنتخب الأول على الرغم من أنه كان يقدم مستوياتٍ متميزة، ولكن وفرة النجوم الكبار في خط الوسط قد حرمه الإنضمام وهو في أوج تألقه خاصةً خلال مطلع التسعينات من القرن الماضي.

## اعتزاله
في عام 1422هـ وبعد خلافات طويلة بين الدبيخي، والإدارة والمدرب، قررت إدارة النادي ابعاده عن صفوف الفريق، وكاد أن ينتقل لنادي النهضة بيد أن المفاوضات توقفت واعلن اعتزاله الكرة.
وتوجه الدبيخي إلى مجال التحليل والنقد الفني، وله زاوية في جريدة اليوم التي تصدر من الدمام، كما عمل كمحلل في قناة الدوري والكأس القطرية، والقناة الرياضية السعودية. الا انه لم يستمر طويلًا في التحليل !.

## اسهاماته مع الاتفاق
- بطولة مجلس التعاون الخليجي بالشارقة سنة 1408 هـ
- بطولة الأندية العربية سنة 1408هـ
- كأس الأمير فيصل بن فهد 1410 هـ